# Paul Ernst Karl van Bentheim-Steinfurt-Batenburg

Het wapen van Bentheim-Steinfurt na 1701

Paul Ernst Karl van Bentheim-Steinfurt-Batenburg (30 augustus 1729 - 30 juni 1780) was graaf van Bentheim, Steinfurt en Batenburg.

## Familie
Paul Ernst was een zoon van Friedrich Belgicus Karl graaf van Bentheim und Steinfurt (24 januari 1703 - 7 juni 1733) en Franziska Charlotte gravin zur Lippe-Detmold (Detmold, 11 november 1704 - Burgsteinfurt, 12 juni 1738). Zijn vader was een zoon van Ernst van Bentheim-Steinfurt graaf van Bentheim-Steinfurt (1661-1713) en Isabella Justine van Horne. Zijn moeder was een dochter van Frederik Adolf van Lippe-Detmold (1667-1718) en Amalia van Solms-Hohensolms (1678-1746).

## Huwelijk en kinderen
Hij trouwde in 1748 met prinses Charlotte Sophia Louise van Nassau-Siegen (Siegen, 6 juni 1729 - Burgsteinfurt, 2 april 1759). Zij was de dochter van vorst Frederik Willem II van Nassau-Siegen (Siegen, 11 november 1706 - Siegen, 2 maart 1734) en gravin Sophia Polyxena Concordia van Sayn-Wittgenstein-Hohenstein (Berlijn, 28 mei 1709 - Siegen, 15 december 1781). Uit zijn huwelijk zijn de volgende kinderen geboren:
- Eleonore Auguste Amalie Sophie gravin van Bentheim-Steinfurt (Burgsteinfurt, 26 april 1754 - 18 februari 1827)
- Ludwig Wilhelm Geldricus Ernst vorst van Bentheim en Steinfurt (Burgsteinfurt, 1 oktober 1756 - Burgsteinfurt, 20 augustus 1817).
- Caroline Ferdinandine Marie Elisabeth Magdalene von Bentheim-Steinfurt (Burgsteinfurt, 25 januari 1759 - Büdingen, 8 januari 1834)